# Ministerium Linden
Das Ministerium Linden bzw. Juliministerium bildete vom 2. Juli 1850 bis 21. September 1864 die Landesregierung von Württemberg.
| Amt                          | Name |
| ---------------------------- | --- |
| Inneres                      | Joseph Freiherr von Linden |
| Äußeres und Königliches Haus | Joseph Freiherr von Linden vom 6. Juli 1850 bis 8. Mai 1851 |
| Äußeres und Königliches Haus | Constantin Justus Franz Freiherr von Neurath vom 8. Mai 1851 bis 14. Juli 1854, seit 1852 als Staatsminister (seit 1851 Vorsitzender des Geheimen Rats, seit 1855 dessen Präsident) |
| Äußeres und Königliches Haus | Joseph Freiherr von Linden vom 14. Juli 1854 bis 29. Mai 1855 |
| Äußeres und Königliches Haus | Karl Eugen Freiherr von Hügel vom 29. Oktober 1855 bis 21. September 1864 |
| Finanzen                     | Christian von Knapp vom 2. Juli 1850 bis 21. Mai 1861 |
| Finanzen                     | Karl Friedrich von Sigel vom 5. Juni 1861 bis 21. September 1864 |
| Justiz                       | Wilhelm August von Plessen vom 2. Juli 1850 bis 7. April 1856 |
| Justiz                       | Karl Freiherr von Wächter-Spittler vom 7. April 1856 bis 4. Oktober 1864 |
| Krieg                        | Moriz von Miller |
| Kultus                       | Wilhelm August von Plessen vom 6. Juli 1850 bis 23. September 1850 |
| Kultus                       | Karl Freiherr von Wächter-Spittler vom 23. September 1850 bis 7. April 1856 |
| Kultus                       | Gustav von Rümelin vom 9. April 1856 bis 5. April 1861 |
| Kultus                       | Ludwig von Golther vom 5. April 1861 bis 5. April 1864 |